# Dynastie des Yi
 (mars 2025).
La dynastie des Yi (aussi transcrit Li ou Rhee, en coréen 李 ou 이) fournit à la Corée ses souverains lors de la période Joseon. Elle commence en 1392 par la monté sur le trône du roi Taejo, qui renverse alors la dynastie des Wang et son dernier roi Gongyang, marquant ainsi la fin de la période Goryeo. La dynastie règne sans interruption sur la Corée jusqu'à la colonisation du pays par le Japon à partir de 1910.

## Arbre généalogique
- Taejo
  -  Jeongjong
  -  Taejong
    -  Sejong
      -  Munjong
        -  Danjong

      -  Sejo
        - Uigyeong
          -  Seongjong
            -  Yeonsangun
            -  Jungjong
              -  Injong
              - Deokheung Daewongun
                -  Seonjo
                  -  Gwanghaegun
                  - Jeongwon
                    -  Injo
                      -  Hyojong
                        -  Hyeonjong
                          -  Sukjong
                            -  Gyeongjong
                            -  Yeongjo
                              - Sado
                                -  Jeongjo
                                  -  Sunjo
                                    - Hyomyeong
                                      -  Heonjong

                                - Euneon
                                  - Jeongye Daewongun
                                    -  Cheoljong

                      - Neungchang
                        - Inpyeong
                          - Boknyeong
                            - Uiwon
                              - Anheung
                                - Yi Jin-ik
                                  - Yi Byeong-won
                                    - Namyeon
                                      - Daewongun
                                        -  Gojong / (Roi émérite) Yi
                                          -  Sunjong / (Roi) Yi
                                          -  Yi Un
                                            -  Yi Gu

                                          - Yi Kang
                                            -  (disputé) Yi Hae-won
                                            - Yi Gap
                                              -  (disputé) Yi Won

                                            -  (disputé) Yi Seok

              -  Myeongjong

        -  Yejong